# 炻器
炻器（せっき）とは、陶磁器の一種。“ストーンウェア”（en:Stoneware）の訳語として明治40年頃より用いられるようになった新造語である。

## 概説
| 種別 | 焼成                   | 釉薬 | 特徴                       |
| ---- | ---------------------- | ---- | -------------------------- |
| 土器 | 低火度（1000℃以下）    | 無釉 | 軟質、土色、吸水性大       |
| 陶器 | 低中火度（1200℃以上）  | 施釉 | 軟硬質、灰白色、吸水性あり |
| 炻器 | 高火度（1100 - 1250℃） | 無釉 | 硬質、灰色、吸水性小       |
| 磁器 | 高火度（1350℃以上）    | 施釉 | 硬質、白色、吸水性無       |

半磁器、焼締めとも呼ばれる、陶器と磁器の中間的な性質を持つ焼き物で、1100 - 1250℃で焼成する。世界各地にあり、普通施釉せず、また絵付けも行なわれないことが多いかわりに、地肌の風合いが賞玩される。浮彫り、貼花（レリーフ）等の装飾が施されることも多い。
堅牢で耐水性があり、瓶、壷、水差し、茶器、食器、花器、植木鉢、フィギュアリンなど、日用品から装飾品まで幅広く作られる。素朴で自然の風合いを活かす日本の焼き締め、文人趣味とも繋がる中国の紫砂、また人工美と新古典主義の結晶であるイギリスウェッジウッドのジャスパーウェアなど、陶器や磁器にはない魅力を持った焼き物の一群である。

## 種類

### 須恵器系
朝鮮半島の伽耶から窯とロクロの製法が古墳時代の日本に伝わり、作られた陶質の土器を須恵器と呼ぶ。この流れを汲むのが備前焼、信楽焼、丹波焼、大谷焼などの焼き締めで、胎土に鉄分が多く含まれるので、褐色を呈する。一部を除きあまり装飾を施さず、地肌の風合いを楽しむが、焼成の過程において灰が降り掛かって自然釉がかかったり、炎により火襷（）、牡丹餅などの模様が現れるのを愛でる。また意図的にそれらを促す工法をとることも多い。「青備前」は、通常酸化焼成されるものを、還元焼成されることで得られるが、特殊な方法として焼成中に塩を投じて青備前を焼成することもできる。

### 紫砂系

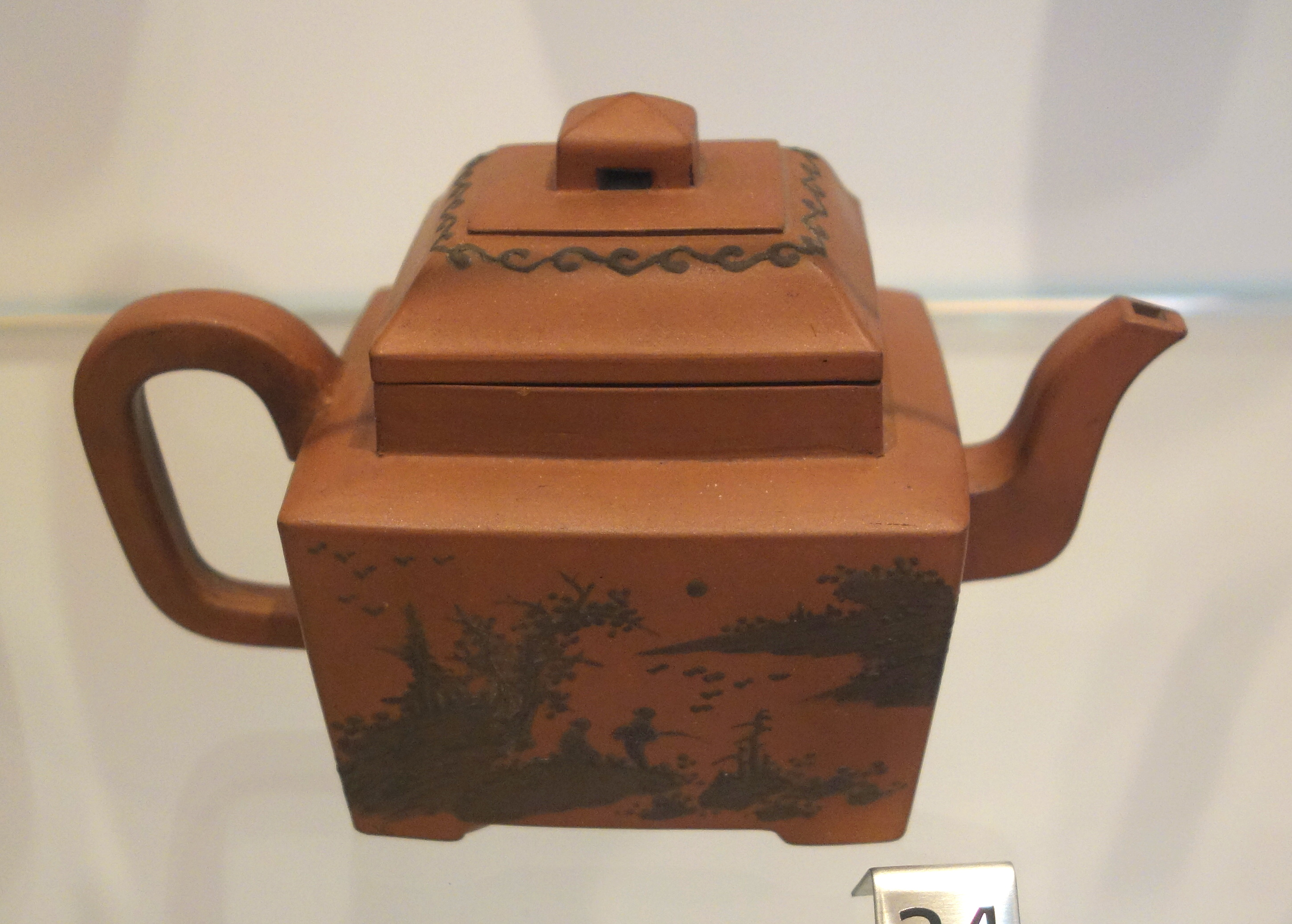
中国 清代（1765 - 1835年）
急須

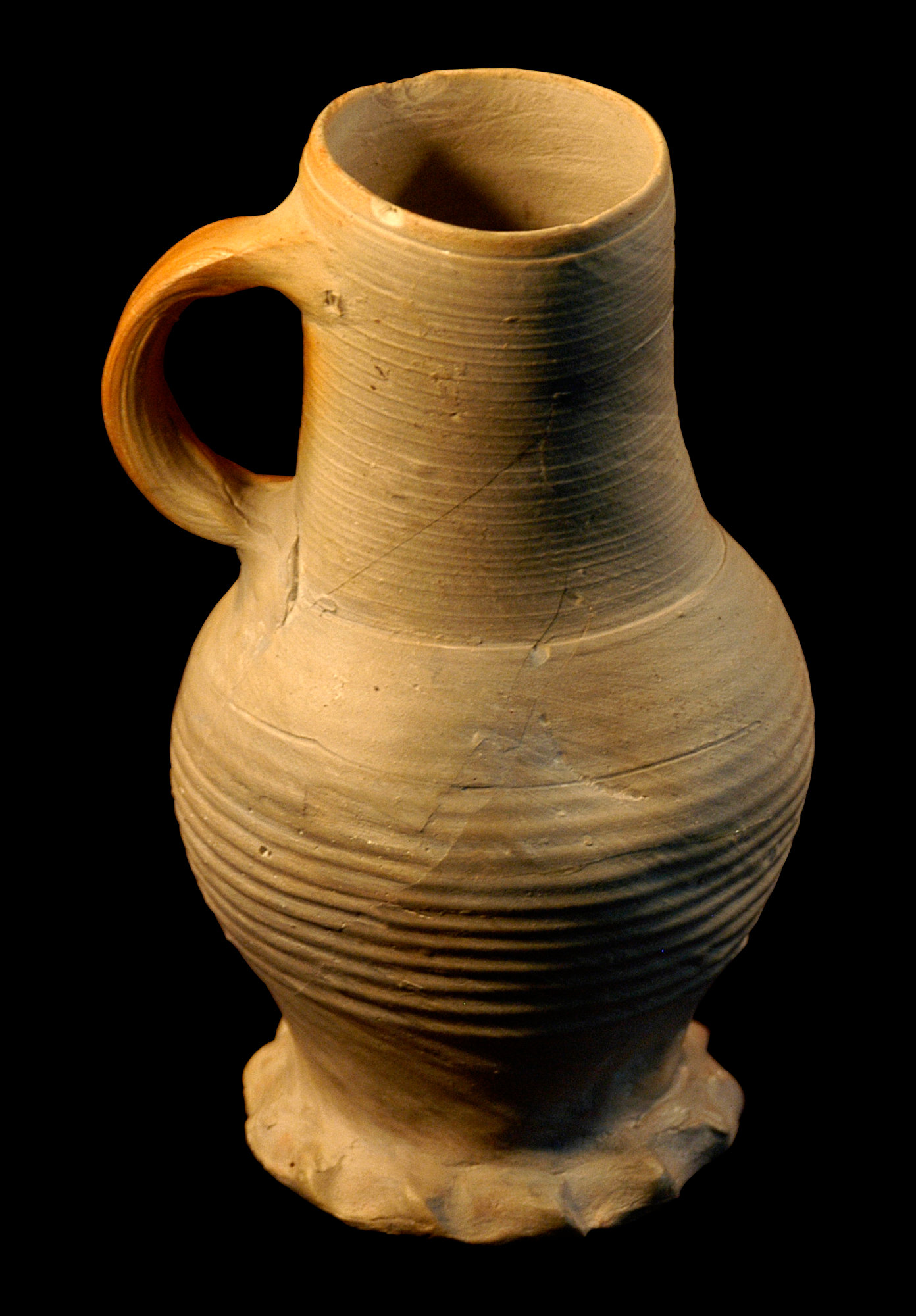
ドイツ、1380年頃 ジョッキ

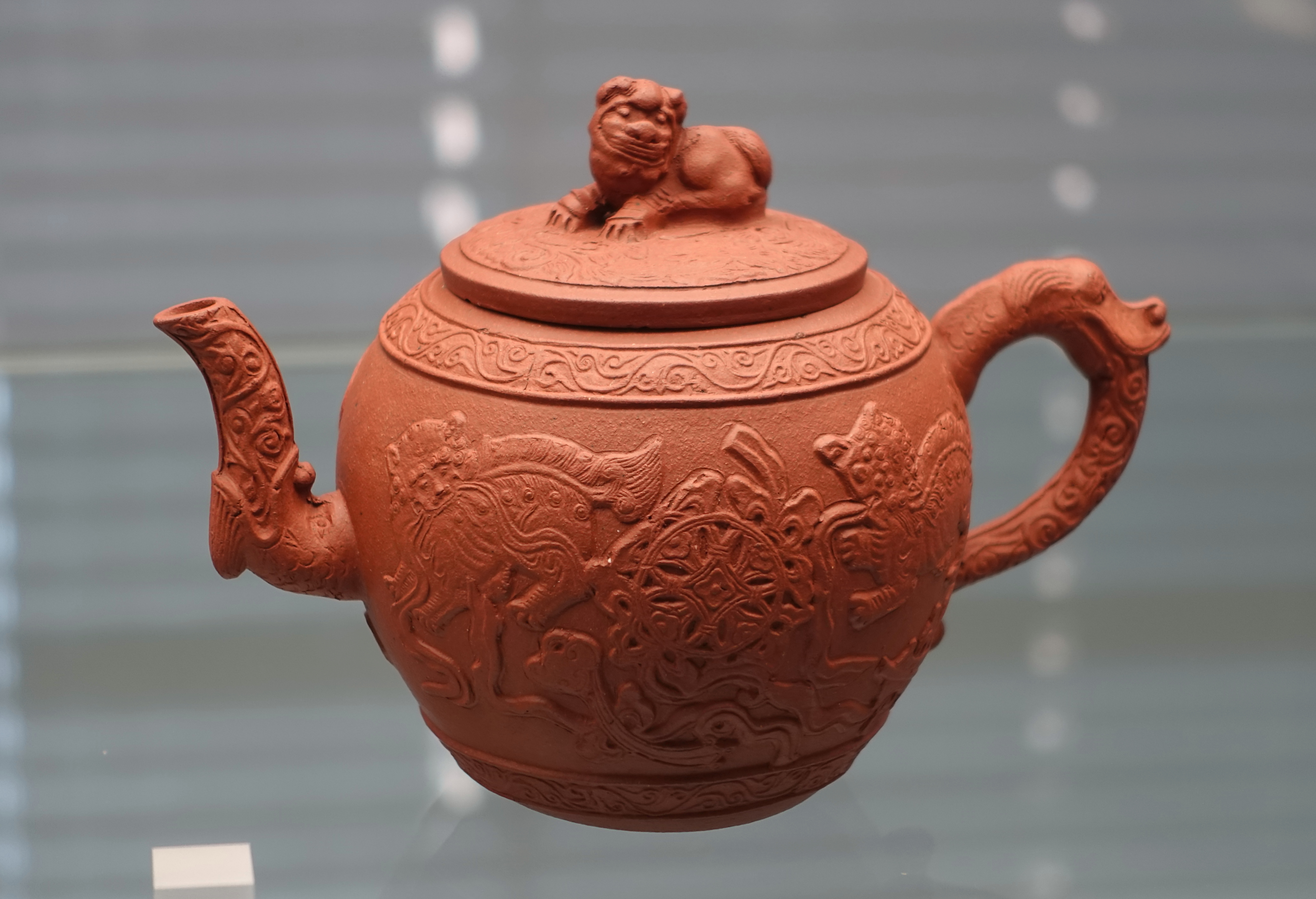
イギリス 18世紀初頭
ティーポット

もともと磁器も生産していた中国宜興で明の頃から作られ始めたもので、鉄分の多い胎土を使った、無釉で紫褐色 - 赤褐色の焼き物。色により紫泥、朱泥、緑泥などに分ける。茶壷（急須）などの茶器や植木鉢が多い。17世紀以降喫茶の習慣とともにこの茶器がヨーロッパに大量に輸出され、イギリスのジョン・ドワイトやジョサイア・ウェッジウッドがこれを模倣したものを制作した。特にウェッジウッドの「ロッソ・アンティコ」は有名で、中国風の他古代エジプト風意匠の器物も多く作られた。一方、日本でも幕末の常滑において朱泥の製作が始まり、清から陶工を招いて技術を学び、本格的に生産されるようになった。また萬古焼でも紫泥の生産が開始され、これらにおいて急須や茶碗、植木鉢、土鍋などが現在でもよく作られている。表面の肌理が細かいものが多く、長く使い込むことによって艶が生じ、それにより美的価値も上がるとされる。なお紫砂の表記は中国陶芸で主に用いられ、日本では一般的に紫泥という。

### ライン炻器
ドイツ、ライン河畔のラインラント諸都市で作られた、青備前と同様塩（岩塩）によって施釉する炻器（ドイツ語: Rheinisches Steinzeug）。ローマ帝国の陶器技術が伝えられ残存、発展したものとされる。7世紀頃から発展が始まり、9世紀頃には次第に高温焼成ができるようになり、焼き締めの炻器となっていった。10世紀頃にはピングスドルフ、バドルフなどで生産され輸出もされるようになった。食塩釉が施されるようになるのは14世紀頃からである。ジークブルクで作られ始めたものは、16世紀には非常に白くて硬質の炻器に改良された。一方ケルンで茶褐色を呈する炻器が15世紀に生まれた。製品は髭面の男の顔の浮き彫りが施された壷や水差し、マグなどが主で、これは16世紀にケルンの隣のフレッヒェンに生産が移り、さらに17世紀にはライン川上流のヴェスターヴァルトに中心が移り、彩色を施した塩釉炻器が作られるようになった。これらを総称してライン炻器と呼ぶ。17世紀後半にはジョン・ドワイトによりイギリスでも作られるようになる。

### イギリス炻器
ジョン・ドワイトのほか、18世紀末にはイギリスでも何カ所かで塩釉炻器が作られ始め、一時は盛んに作られた。その後日用品としては陶器のクリームウェアに次第に圧されて下火になったが、装飾品としてダルトン等のメーカーにより20世紀初頭まで作られていた。一方、ジョサイア・ウェッジウッドが炻器の研究に取り組み、いくつかの優れたウェアを生み出した。それには先に挙げたロッソ・アンティコをはじめ、スタッフォードシャー地方の黒色炻器を改良したブラック・バサルト、ウェッジウッド社の主力製品であるジャスパーウェア、黄色が主体のケーンウェア、泥色のドラッブウェア、マーブル模様のアゲイトウェア等があり、特にジャスパーウェアは非常に好評を博し、洗練された新古典主義的デザインも相まって、ヨーロッパ中を風靡した。